# Безличные предложения
Безли́чные предложе́ния — односоставные предложения, в которых говорится о действии или состоянии, возникающем и существующем независимо от производителя действия или носителя состояния.
Особенностью грамматического значения безличных предложений является значение стихийности, непроизвольности выражаемого действия или состояния. Оно проявляется в самых различных случаях, когда выражается: действие (Лодку сносит к берегу); состояние человека или животного (Мне не спалось; Ему холодно); состояние окружающей среды (Темнеет; Тянет свежестью); состояние дел (Плохо с кадрами; Нельзя откладывать эксперименты) и т. д. По выражению Д. Э. Розенталя, безличным предложениям присущ «оттенок пассивности, инертности».
По школьной классификации, к безличным также относят инфинитивные предложения (то есть предложения с главным членом-сказуемым, выраженным независимым инфинитивом).
Главный член или члены могут быть выражены
- формой 3-го лица единственного числа безличного или личного глагола: Светает!..
- формой среднего рода: Замело тебя, счастье, снегами, унесло на столетья назад, затоптало тебя сапогами отступающих в вечность солдат (Г. Иванов); Не хватило хлеба даже до святок (А. Чехов);
- словом нет (в прошедшем времени ему соответствует среднего рода не было, а в будущем — форма 3-го лица единственного числа — не будет): И вдруг сознанье бросит мне в ответ, что вас покорней не было и нет (Н. Гумилёв).
- категорией состояния (составное именное сказуемое): И скучно и грустно… (М. Лермонтов); Но в них не видно перемены… (А. Пушкин);
- сочетанием слова категорий состояния (с модальным значением) с инфинитивом (составное глагольное сказуемое): Когда знаешь, что нельзя смеяться, тогда, — тогда именно и овладевает тобою этот сотрясающий, болезненный смех (А. Куприн); Пора вставать: седьмой уж час (А. Пушкин);
- кратким страдательным причастием среднего рода (составное именное сказуемое): Чудно устроено на нашем свете! (Н. Гоголь); У меня не прибрано!.. (А. Чехов);
- инфинитивом: Вам не видать таких сражений (М. Лермонтов); Ну как не порадеть родному человечку!.. (А. Грибоедов)[1]; Долго петь и звенеть пурге (С. Есенин).